# Anthony LaPaglia
Anthony LaPaglia (Adelaide, 31 de Janeiro de 1959) é um ator australiano conhecido por seu papel como o agente do FBI Jack Malone na série Without a Trace.
LaPaglia ganhou vários prêmios: em 2002, ganhou um Emmy de Melhor Ator Convidado na comédia Frasier; em 1998, ganhou um Tony de melhor ator de teatro por sua interpretação na peça A View From the Bridge; e, em 2004, ganhou um Globo de Ouro de Melhor Atuação em Série Dramática, por seu papel em Without a Trace (Sem Rasto).
LaPaglia filmou uma cena para o filme Estrada para Perdição (2002), em que interpretou Al Capone, mas o diretor Sam Mendes decidiu deixar Capone de fora e a cena foi cortada. LaPaglia está listado em primeiro lugar nos "agradecimentos especiais" na seção dos créditos finais.

## Filmografia parcial
- Cold Steel (1987)
- Slaves of New York (1989)
- Betsy's Wedding (1990)
- 29th St. (1991)
- He Said, She Said (filme) (1991)
- Whispers in the Dark (1992)
- Innocent Blood (filme) (1992)
- So I Married an Axe Murderer (1993)
- Past Tense (1994)
- Lucky Break (1994)
- The Client (1994)
- Empire Records (1995)
- Trees Lounge (1996)
- Brilliant Lies (1996)
- Phoenix (1998)
- Summer of Sam (1999)
- Sweet and Lowdown (1999)
- The House of Mirth (2000)
- Autumn in New York (2000)
- Looking For Alibrandi (2000)
- Lantana (2001)
- Jack the Dog (2001)
- The Bank (2001)
- Analyze That (2002)
- The Salton Sea (2002)
- I'm With Lucy (2002)
- Dead Heat (2002)
- Road to Perdition (2002) (cenas deletadas)
- Happy Hour (2003)
- Spinning Boris (2003)
- Winter Solstice (2004)
- Happy Feet (2006) (voz)
- A View From The Bridge (2007)
- Annabelle 2 (2017)